# (12513) Niven
(12513) Niven es un asteroide perteneciente al cinturón de asteroides, descubierto el 27 de abril de 1998 por Paul G. Comba desde el Observatorio de Prescott, Arizona, Estados Unidos.

## Designación y nombre
Designado provisionalmente como 1998 HC20. Fue nombrado Niven en honor al matemático canadiense-estadounidense Ivan Morton Niven que trabajó principalmente en la teoría de números. En el año 1943 completó la demostración de la conjetura de Waring, una conjetura formulada en el año 1770 en el sentido de que todo entero positivo es la suma de un número finito de n-ésimo potencias de números enteros.

## Características orbitales
Niven está situado a una distancia media del Sol de 2,152 ua, pudiendo alejarse hasta 2,536 ua y acercarse hasta 1,769 ua. Su excentricidad es 0,178 y la inclinación orbital 2,237 grados. Emplea 1153 días en completar una órbita alrededor del Sol.

## Características físicas
La magnitud absoluta de Niven es 14,9. Tiene 2,476 km de diámetro y su albedo se estima en 0,263.